# Skidört
Skidört (Eutrema edwardsii) är en korsblommig växtart som beskrevs av Robert Brown. Enligt Catalogue of Life ingår Skidört i släktet skidörter och familjen korsblommiga växter, men enligt Dyntaxa är tillhörigheten istället släktet skidörter och familjen korsblommiga växter. Arten har ej påträffats i Sverige. Inga underarter finns listade i Catalogue of Life.